# OSE BDmh 2Z+4A/12

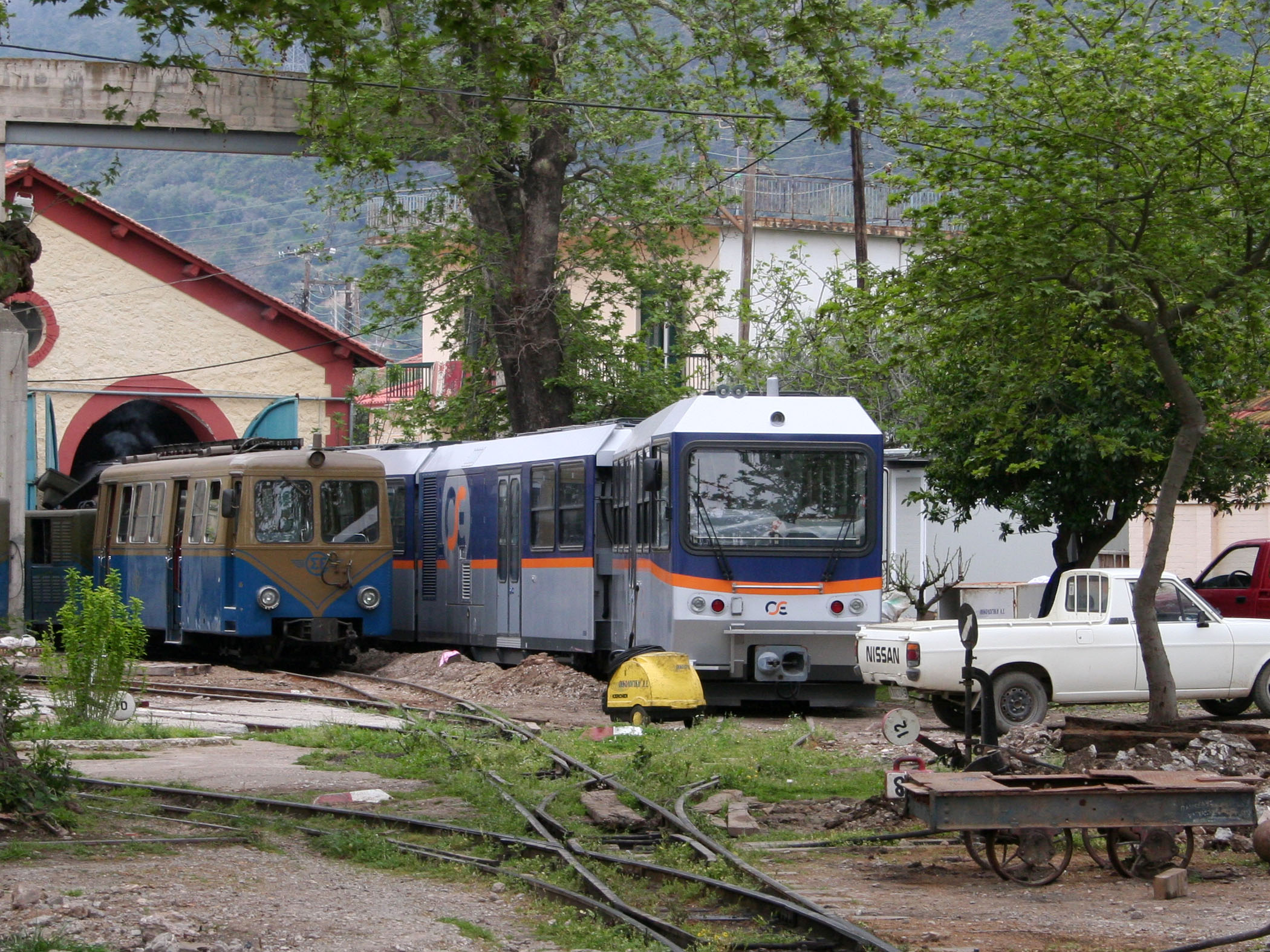
Rechts: OSE BDmh 2Z+4A/12 – links: Vorgängermodell

Als BDmh 2Z+4A/12 werden Personen- und Gepäck-Zahnraddieseltriebzüge der griechischen nationalen Eisenbahngesellschaft Organismos Sidirodromon Ellados (OSE) bezeichnet. Es wurden insgesamt vier Einheiten dieser Bauart hergestellt. Sie werden auf der Bahnstrecke Diakopto–Kalavrita in der nördlichen Peloponnes eingesetzt, die eine Spurweite von 750 mm aufweist.
Hersteller der Triebzüge ist Stadler Rail, von dessen GTW die Konstruktion abgeleitet wurde. Die Bauartbezeichnung leitet sich vom Schweizer Bezeichnungssystem ab: BDmh steht für einen Triebwagen mit zweiter Klasse (B) und Gepäckabteil (D), Brennstoffantrieb (m) und kombiniertem Zahnrad- und Adhäsionsantrieb (h nach dem m); 2Z+4A/12 für zwei Achsen mit Zahnrad- und vier mit Adhäsionsantrieb bei insgesamt zwölf Achsen. Eine Einheit besteht aus drei kurzgekuppelten Wagen, die auf je zwei zweiachsigen Drehgestellen laufen. Davon sind die der Endwagen am Kurzkupplungsende die Adhäsionstriebdrehgestelle. Die Mittelwagendrehgestelle sind im Adhäsionsbetrieb Laufdrehgestelle, sie enthalten zusätzlich je ein Triebzahnrad. An den Führerstandsenden der Endwagen gibt es je eine Scharfenbergkupplung, die jedoch nur die mechanische Verbindung herstellt und die Hauptluftleitung mitkuppelt. 
Die Triebzüge wurden zwischen März und Juli 2007 nach Griechenland geliefert. Da die Strecke wegen Unter- und Oberbauerneuerungsarbeiten bis Ende 2008 weitgehend geschlossen war, waren die Triebzüge jedoch nur kurzzeitig für Probefahrten auf dem Adhäsionsabschnitt in Betrieb und blieben ansonsten abgestellt. Nach weiteren Probefahrten, die ab dem 6. Mai 2009 auch bis Kalavrita führten, wurde der fahrplanmäßige Betrieb am 2. Juli 2009 wieder aufgenommen.
Bei Zahnradbahnfahrzeugen ist in Griechenland keine behördliche Abnahme notwendig. Der Hersteller bestand jedoch aus rechtlichen Gründen auf einer offiziellen Abnahme, die daher vom Schweizer Bundesamt für Verkehr nach Schweizer Richtlinien durchgeführt wurde.